# Nataša Zorić
Nataša Zorić (Servisch: Наташа Зорић) (Osijek, 27 november 1989) is een voormalig professioneel tennisspeelster uit Servië. Zorić begon met tennis toen zij negen jaar oud was. Haar favoriete ondergrond is gravel. Zij speelt rechtshandig en heeft een tweehandige backhand. Zij was actief in het internationale tennis van 2004 tot en met 2015.

## Loopbaan
Enkelspel – Zorić speelde al op veertienjarige leeftijd op enkele ITF-toernooien voor volwassenen in Servië. Haar eerste ITF-titel won zij in 2006, op het eiland Hvar (Kroatië). In totaal won zij vier ITF-toernooien. Zij nam in 2008 voor het eerst deel aan een WTA-toernooi, in Boedapest. Haar hoogste positie op de WTA-ranglijst is de 388e plaats, die zij bereikte in oktober 2008.
Dubbelspel – Zorić was in het dubbelspel succesvoller dan in het enkelspel. In 2005 (op vijftienjarige leeftijd) won zij haar eerste ITF-titel, in haar woonplaats Palić (Servië), samen met landgenote Karolina Jovanović. In totaal won zij twaalf ITF-toernooien, de laatste in 2010, in Zagreb (Kroatië), samen met de Argentijnse Mailen Auroux. In het WTA-circuit bereikte zij in 2008, samen met de Bulgaarse Sesil Karatantcheva, de finale van het toernooi van Bad Gastein. Haar hoogste positie op de WTA-ranglijst is de 218e plaats, die zij bereikte in oktober 2008.

## Posities op deWTA-ranglijst
Positie per einde seizoen:
| jaar | rang enkelspel | rang dubbelspel |
| ---- | -------------- | --------------- |
| 2004 | 1138           | 809             |
| 2005 | –              | 708             |
| 2006 | 761            | 715             |
| 2007 | 492            | 486             |
| 2008 | 437            | 240             |
| 2009 | 445            | 635             |
| 2010 | 542            | 433             |
| 2011 | 797            | 766             |
| 2015 | –              | 1282            |

## Palmares
| Legenda                | Legenda                  |
| ---------------------- | ------------------------ |
| Grandslamtoernooi      |                          |
| Olympische Spelen      |                          |
| Year-End Championships |                          |
| tot 2009               | 2009 – 2020 / vanaf 2021 |
| Tier I                 | Premier Mandatory        |
| Tier II                | Premier Five / WTA 1000  |
| Tier III               | Premier / WTA 500        |
| Tier IV & V            | International / WTA 250  |
|                        | Challenger / WTA 125     |

### WTA-finaleplaatsen enkelspel
geen

### WTA-finaleplaatsen vrouwendubbelspel
| nr.              | finale     | toernooi        | ondergrond | partner             | tegenstandsters                  | score    |         |
| ---------------- | ---------- | --------------- | ---------- | ------------------- | -------------------------------- | -------- | ------- |
| gewonnen finales |            |                 |            |                     |                                  |          |         |
| geen             |            |                 |            |                     |                                  |          |         |
| verloren finales |            |                 |            |                     |                                  |          |         |
| 1.               | 2008-07-20 | WTA Bad Gastein | gravel     | Sesil Karatantcheva | Andrea Hlaváčková Lucie Hradecká | 3-6, 3-6 | details |